# بيتر لانج
بيتر لانج (بالإنجليزية: Peter Lange)‏ هو فنان نيوزلندي، ولد في 1944.